# Gran Fondo del Vulture
La Gran Fondo del Vulture è un evento sportivo che si tiene nella zona del Vulture-Melfese, in provincia di Potenza, rivolto a cicloturisti e cicloamatori, aderenti alla F.C.I. o ad enti della Consulta Nazionale del Ciclismo.

## Storia
La manifestazione viene organizzata annualmente dall'unione ciclistica dilettantistica "Il Velocifero" di Rionero, che si occupa anche di altri raduni ciclistici come "I Castelli Federiciani", riservato alla categoria Allievi e Juniores; "MTBVulture" per la categoria mountain bike ed il "Trofeo MTB Sette Colli", gara di ciclocross appartenente al "Circuito Lucano MTB".
La prima edizione della manifestazione, risalente al 6 giugno 2003, ha registrato un coinvolgimento di circa 600 partecipanti ed il loro numero è rimasto, pressoché, costante nelle edizioni successive, con una piccola presenza di concorrenti stranieri. Nel 2015 la manifestazione ha toccato la quota di 900 iscritti. In alcune edizioni è stato ospite speciale il ciclista professionista Domenico Pozzovivo. Nel 2020 l'evento non si è svolto a causa delle misure contenitive dovute alla pandemia di COVID-19 ed è tornato in attività il 5 settembre 2021, giungendo alla sua XVIII edizione.

## Percorso
Partendo da "Piazza XX Settembre" di Rionero, la gara coinvolge altri comuni dell'area del Vulture-Melfese (a seconda della programmazione del tracciato) come Atella, Barile, Rapolla, Melfi, Ripacandida, Venosa, Lavello, Filiano, Ruvo del Monte, San Fele.